# Muzeum umění v São Paulu
Muzeum umění v São Paulu (portugalsky Museu de Arte de São Paulo, zkratkou MASP) je galerie v brazilském městě São Paulo, nejvýznamnější svého druhu v Brazílii. Byla otevřena 2. října 1947, jejími zakladateli byli Assis Chateaubriand a Pietro Maria Bardi. Architektkou současné budovy muzea, otevřené v roce 1968, byla Lina Bo Bardiová, manželka jednoho ze zakladatelů.
K zastoupeným umělcům patří Karel Appel, Max Beckmann, Giovanni Bellini, Giovanni Boldini, Pierre Bonnard, Paris Bordone, Hieronymus Bosch, Sandro Botticelli, Alexander Calder, Paul Cézanne, Marc Chagall, Jean-Baptiste-Siméon Chardin, François Clouet, Jean-Baptiste-Camille Corot, Piero di Cosimo, Lucas Cranach starší, Honoré Daumier, Edgar Degas, Eugène Delacroix, Anthonis van Dyck, Jean-Honoré Fragonard, Paul Gauguin, El Greco, Vincent van Gogh, Jean Baptiste Greuze, Frans Hals, Hans Holbein mladší, Jean-Auguste-Dominique Ingres, Fernand Léger, Jacques Lipchitz, Édouard Manet, Andrea Mantegna, Henri Matisse, Hans Memling, Amedeo Modigliani, Claude Monet, Max Pechstein, Pablo Picasso, Giambattista Pittoni, Nicolas Poussin, Raffael, Rembrandt van Rijn, Pierre-Auguste Renoir, Diego Rivera, Peter Paul Rubens, Salomon van Ruysdael, Henri de Toulouse-Lautrec, Maurice Utrillo, Jacopo Tintoretto, Suzanne Valadon a Edouard Vuillard. Kromě toho má muzeum sbírky afrického a asijského umění, antického umění a brazilského umění 20. století.
Dne 20. prosince 2007 byly z muzea odcizeny dva obrazy v celkové hodnotě asi 70 milionů eur; autory obrazů byli Pablo Picasso a Candido Portinari. Po několika týdnech se obrazy podařilo zajistit a nepoškozené vrátit muzeu.

## Výběr vystavených děl

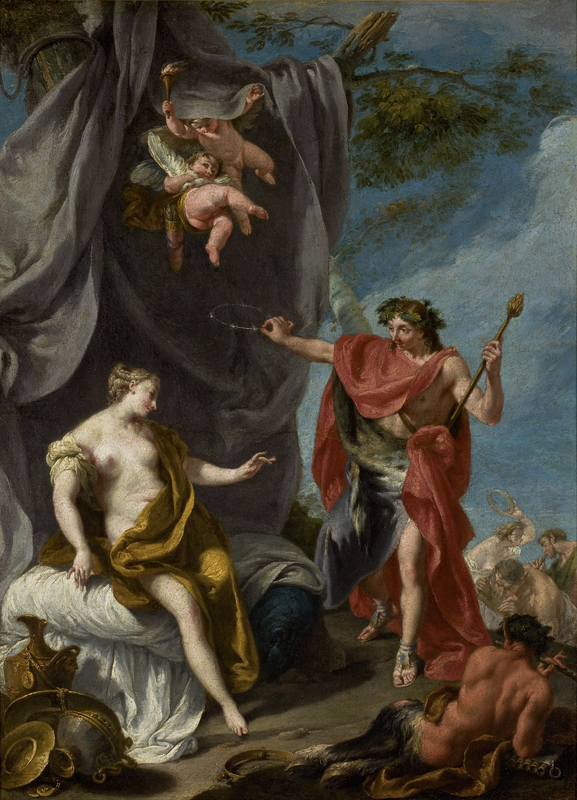
Giambattista Pittoni: Bacchus a Ariadna, 1730
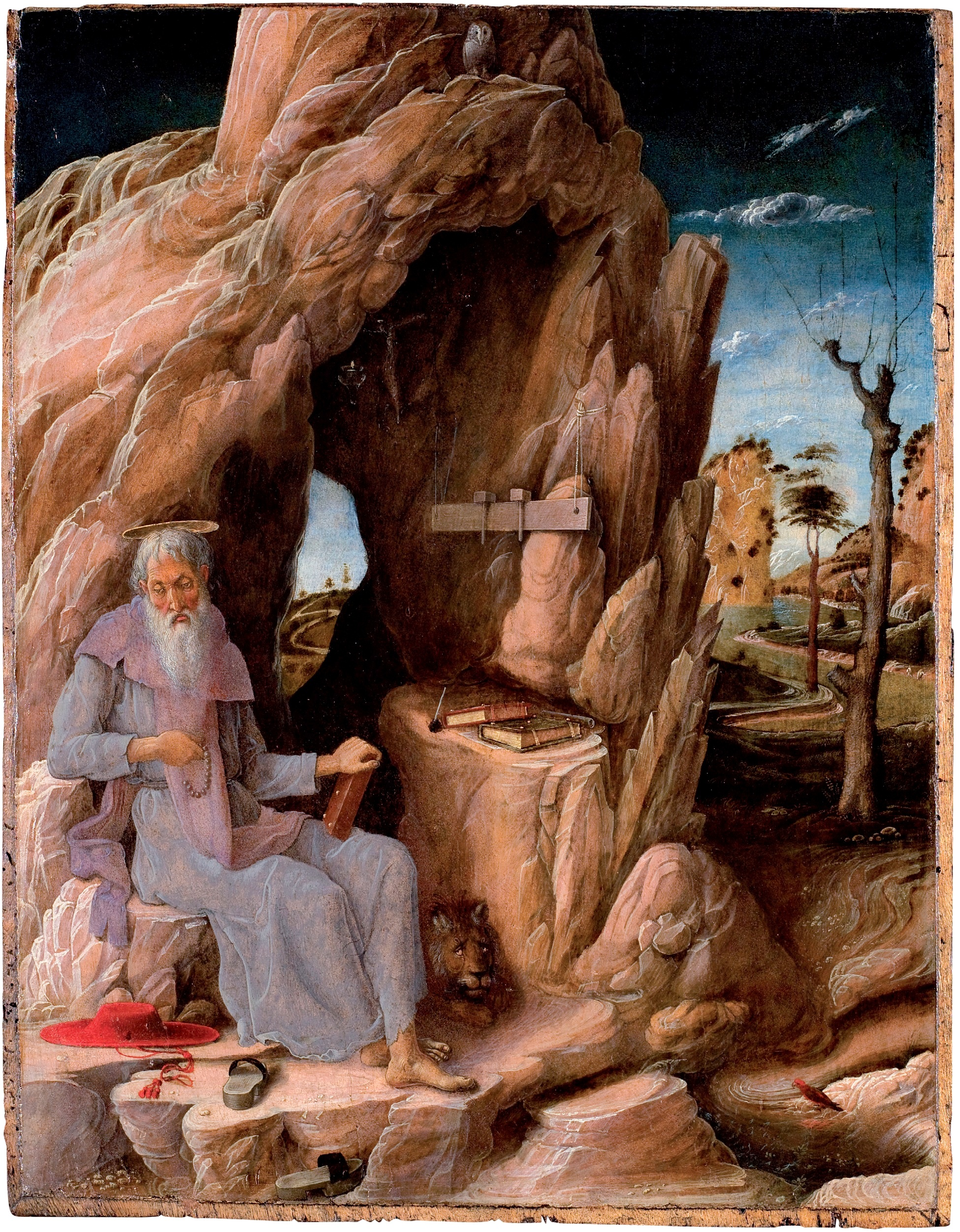
Andrea Mantegna: Sv. Jeroným
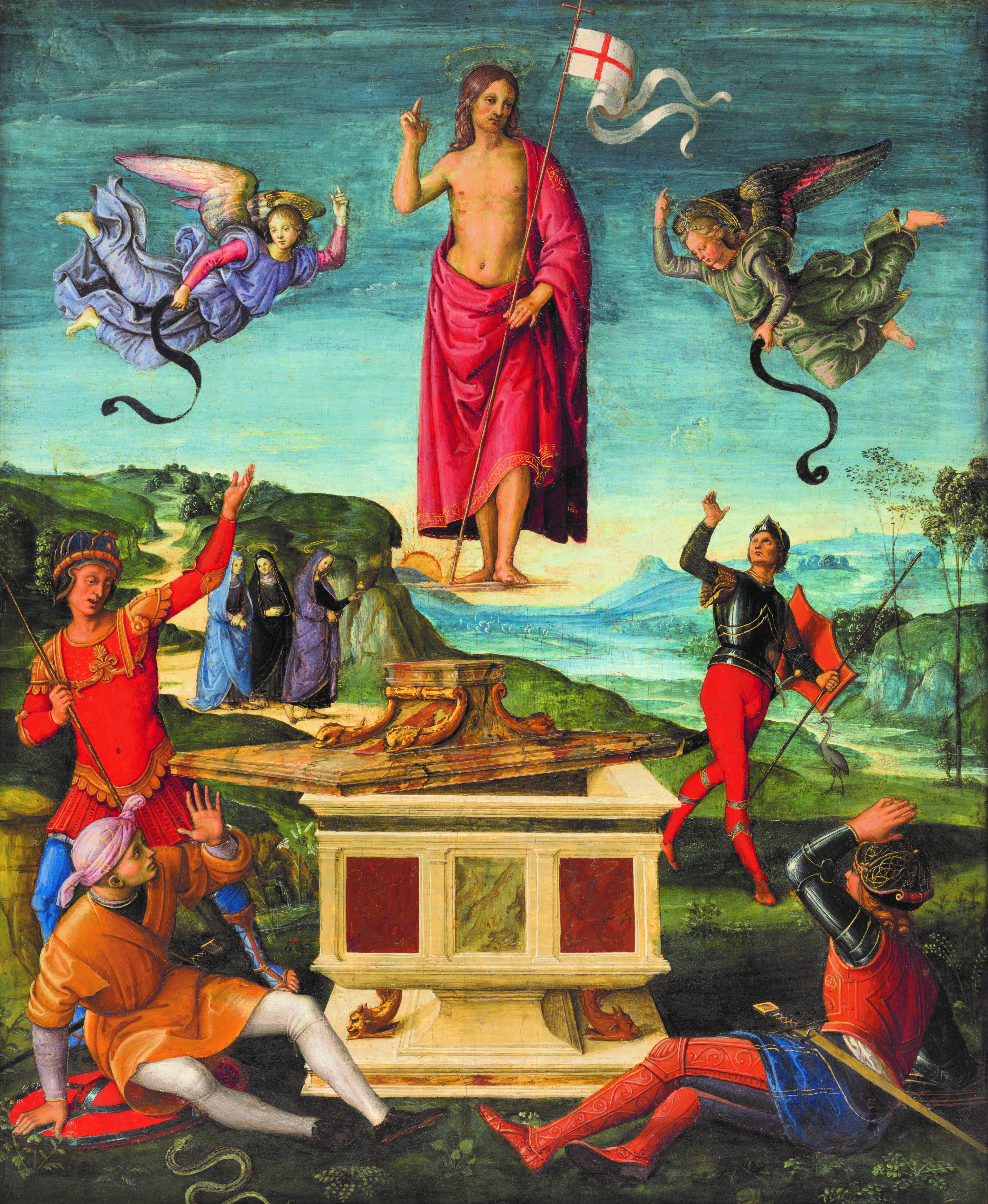
Raffael: Zmrtvýchvstání Páně
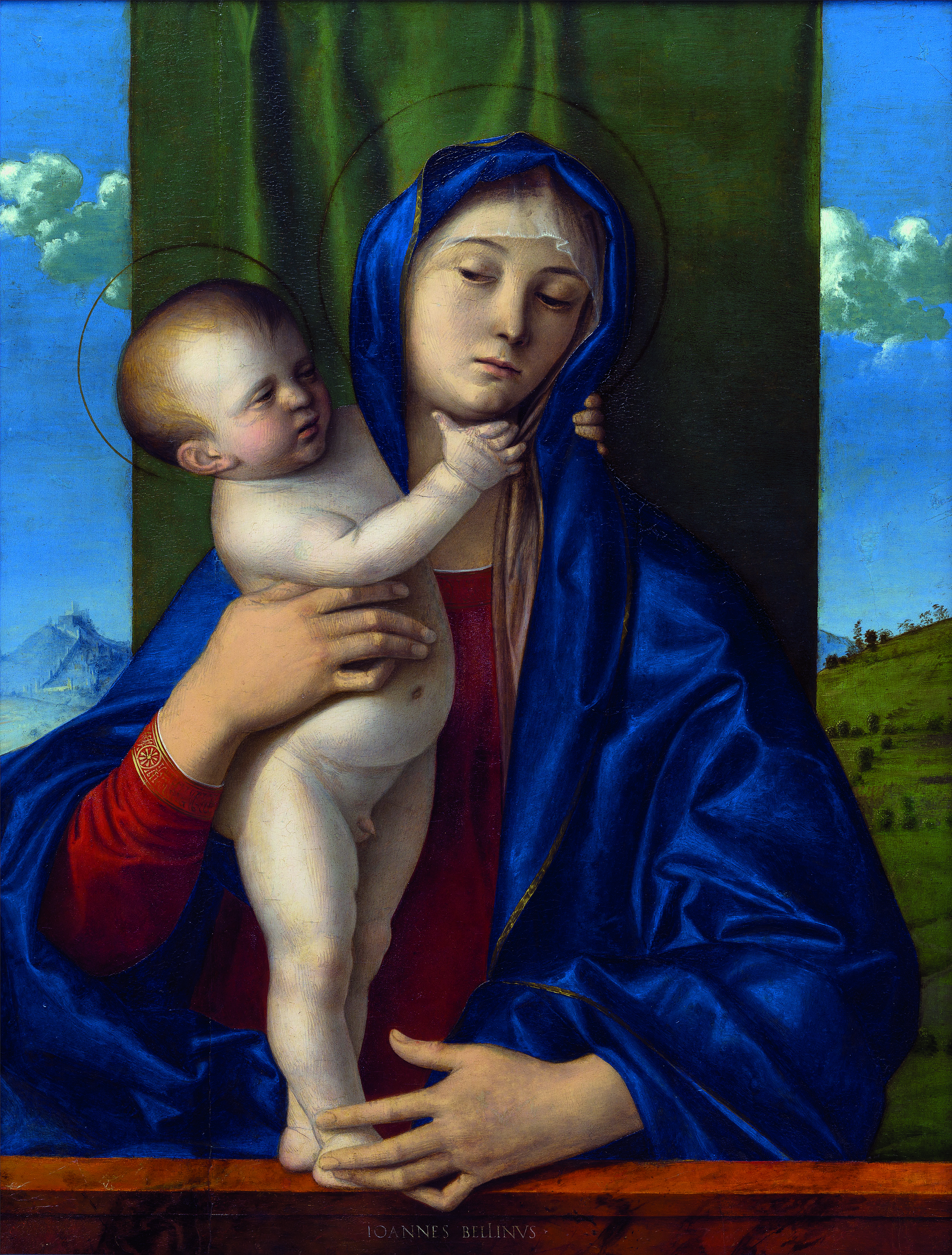
Giovanni Bellini: Willysova Madona
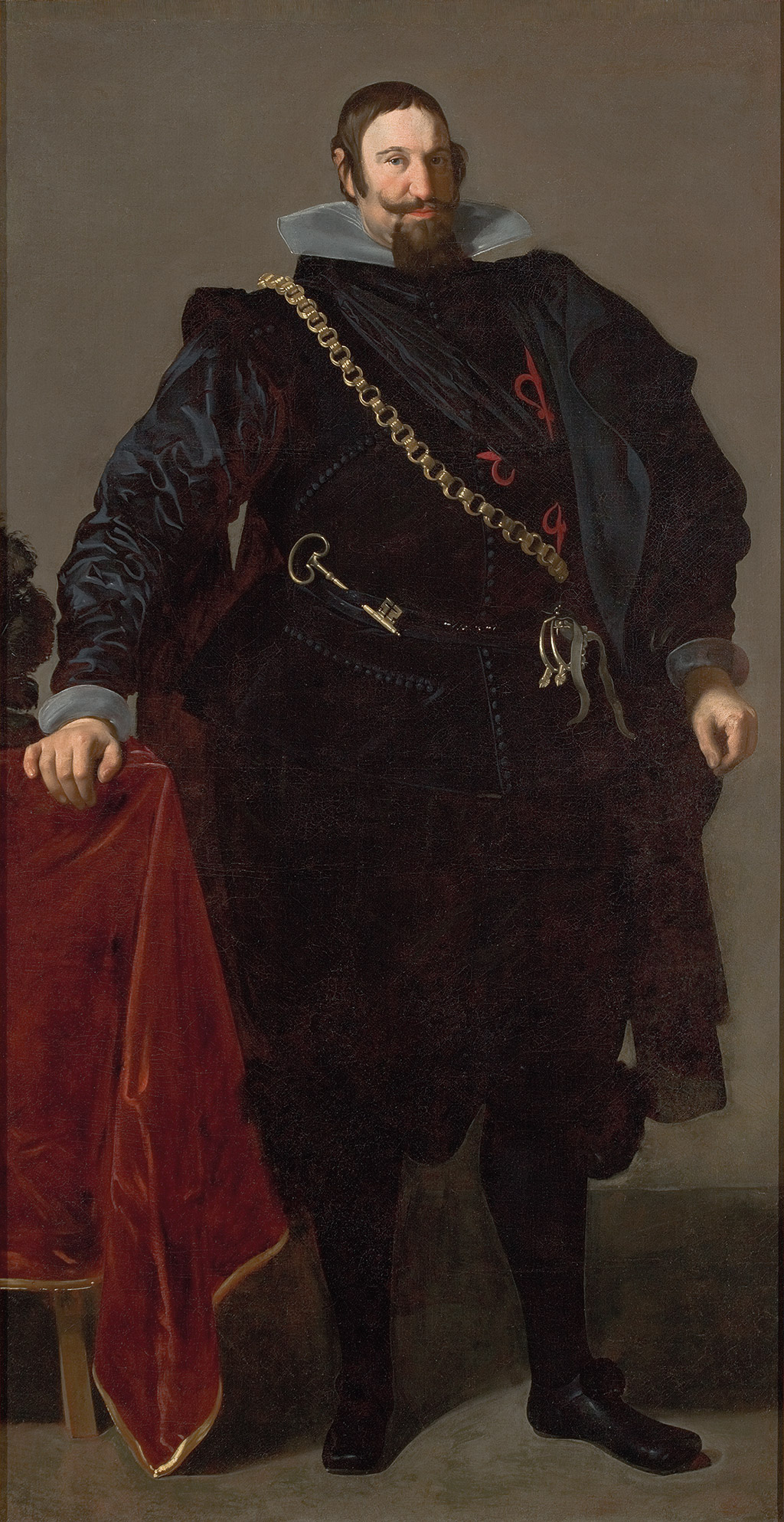
Diego Velazquez: Gaspar de Guzmán, vévoda Olivares, 1624
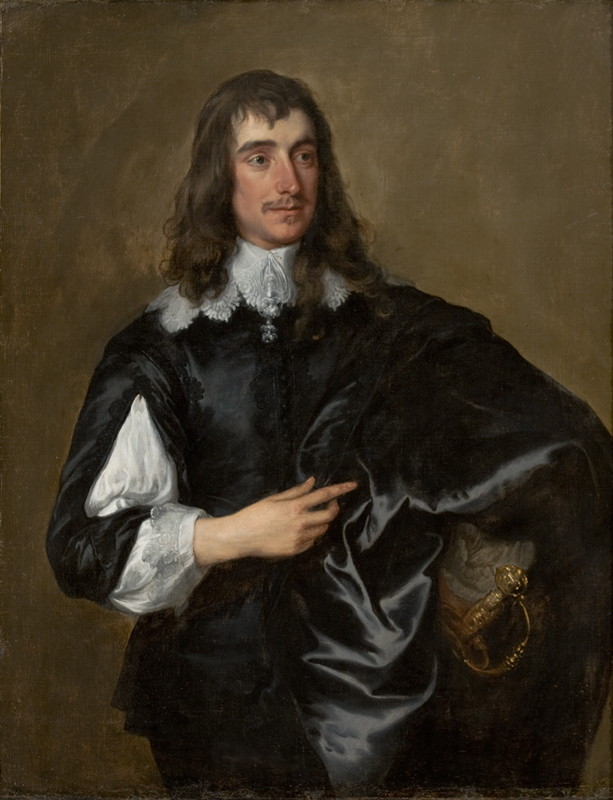
Anthonis van Dyck: William Howard
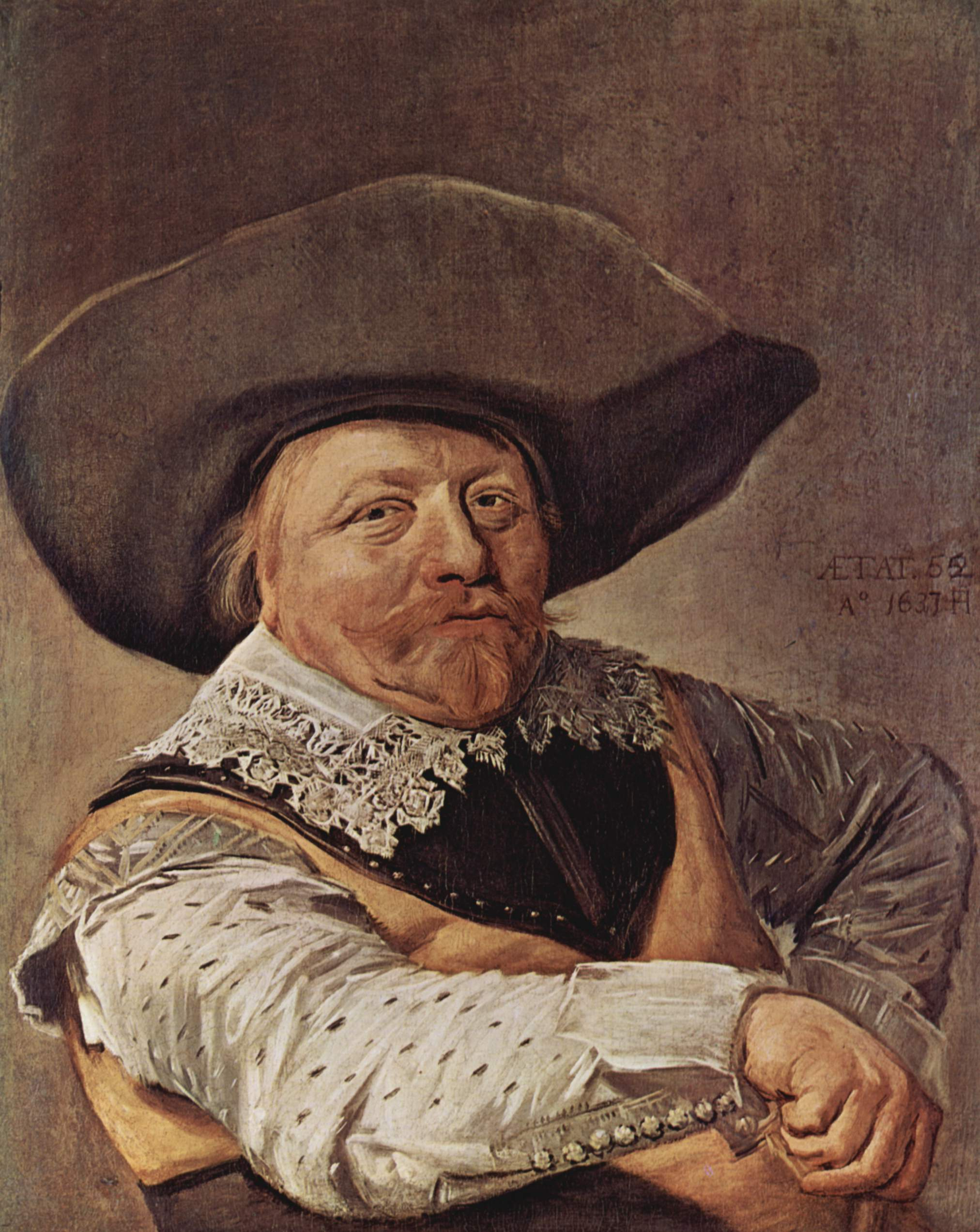
Frans Hals: Portrét sedícího důstojníka
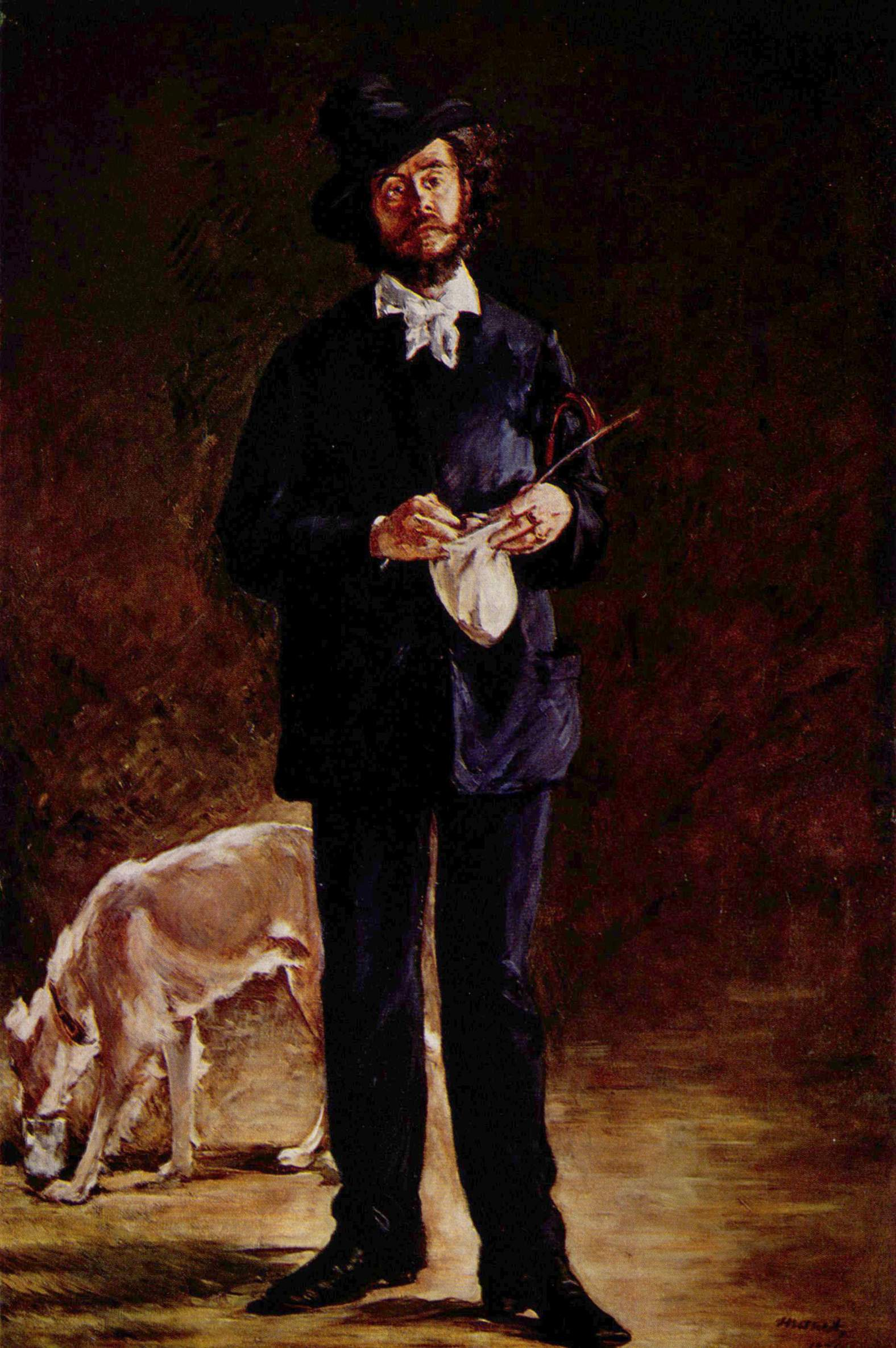
Édouard Manet: Gilbert-Marcellin Desboutin
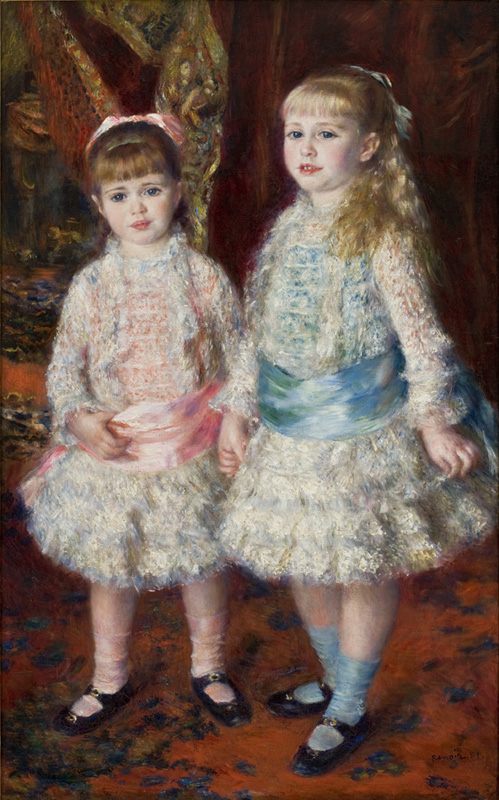
Pierre-Auguste Renoir: Mlles Cahen d'Anvers
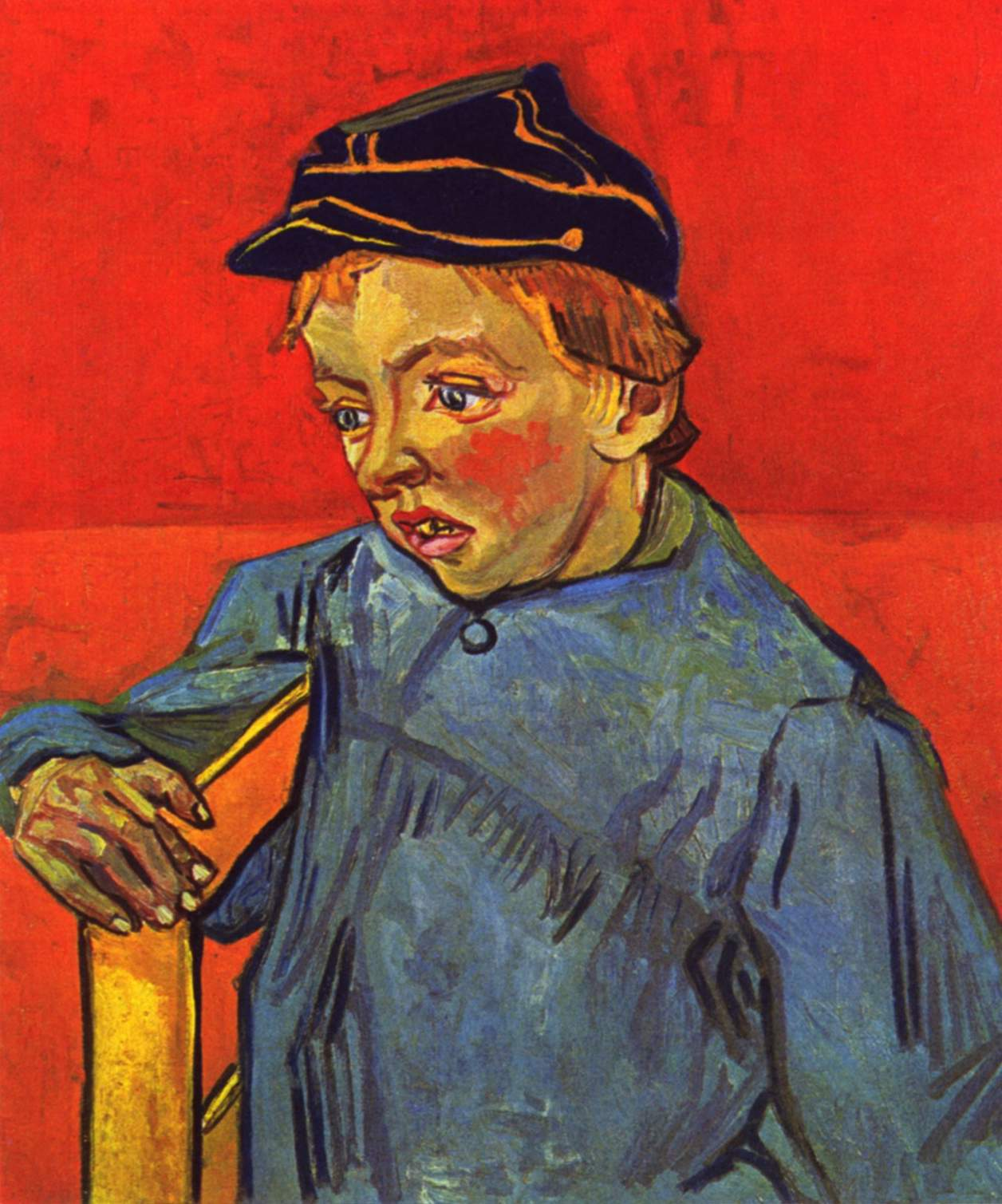
Vincent van Gogh: Školák